# Wyszynki
Wyszynki – wieś w Polsce położona w województwie wielkopolskim, w powiecie chodzieskim, w gminie Budzyń.
| SIMC    | Nazwa     | Rodzaj    |
| ------- | --------- | --------- |
| 1005399 | Nowki     | część wsi |
| 1005413 | Szklarnia | część wsi |

W latach 1975–1998 miejscowość administracyjnie należała do województwa pilskiego.
We wsi zachowały się pozostałości ewangelickiego cmentarza z 2. poł XIX w., wpisane do rejestru zabytków pod numerem 538/Wlkp/A: kostnica, pozostałości ogrodzenia i (zniszczone) nagrobki.
Wieś sołecka - zobacz jednostki pomocnicze gminy Budzyń w BIP